# Go Insane
| Recensione                        | Giudizio    |
| --------------------------------- | ----------- |
| AllMusic                          | [ 1 ]       |
| The New Rolling Stone Album Guide | [ 2 ]       |
| Sputnikmusic                      | 3.3 (Great) |
| Piero Scaruffi                    | [ 4 ]       |
| Ondarock                          | [ 5 ]       |

Go Insane è il secondo album in studio da solista del cantautore statunitense Lindsey Buckingham, già noto come membro dei Fleetwood Mac, pubblicato dalla casa discografica Elektra Records nel luglio del 1984.

## Tracce
Lato A
Testi e musiche di Lindsey Buckingham, eccetto dove indicato.
1. I Want You – 3:20 (Lindsey Buckingham, Gordon Fordyce)
2. Go Insane – 3:03
3. Slow Dancing – 4:06
4. I Must Go – 4:51
5. Play in the Rain – 2:48

Lato B
Testi e musiche di Lindsey Buckingham.
1. Play in the Rain (Continued) – 4:16
2. Loving Cup – 4:58
3. Bang the Drum – 3:40
4. D.W. Suite – 6:45

## Musicisti
- Lindsey Buckingham - voce, strumenti vari

Musicisti aggiunti
- Bryant Simpson - basso (brano: Go Insane)
- Gordon Fordyce - tastiere, cowbell (brano: I Want You)
- Gordon Fordyce - accompagnamento vocale, cori (brano: Play in the Rain)

Note aggiuntive
- Lindsey Buckingham e Gordon Fordyce - produttori
- Roy Thomas Baker - produttore esecutivo
- Gordon Fordyce e Lindsey Buckingham - ingegneri delle registrazioni
- John Boghosian - assistente ingegneri delle registrazioni
- Masterizzato da George Marino al Sterling Sound
- Vigon Seireeni - art direction
- Matthew Rolston - fotografia
- This album is for Carol Ann[6]